# Anna Deparnay-Grunenberg

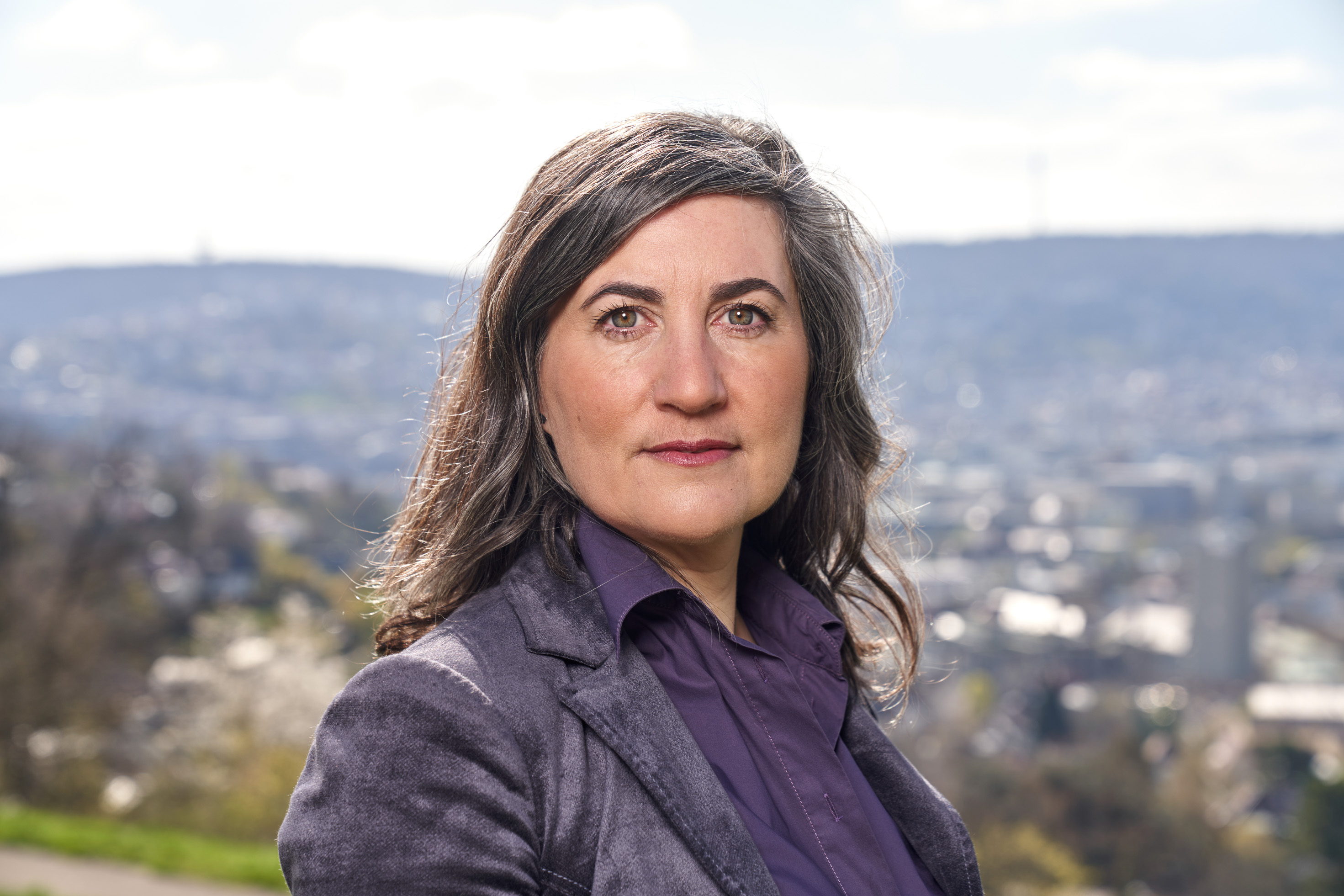
Anna Deparnay-Grunenberg (2023)

Anna Elisabeth Deparnay-Grunenberg (* 5. Juni 1976 in Berlin-Charlottenburg) ist eine deutsch-französisch-schweizerische Politikerin (Bündnis 90/Die Grünen). Von 2019 bis 2024 war sie Mitglied des Europäischen Parlaments.

## Leben
Deparnay-Grunenberg wuchs als Tochter einer französischen Ärztin und eines Deutsch-Schweizers in verschiedenen Orten auf: Im Alter von vier Jahren verließ sie mit ihrer Mutter Berlin, anschließend lebte sie in der Pfalz, in Zentralfrankreich, in den Pyrenäen, im Elsass und im französischen Alpenraum. 1995 kehrte sie zum Studium nach Deutschland zurück, wo sie sich in Freiburg niederließ.
An der Albert-Ludwigs-Universität Freiburg sowie in Vancouver studierte sie Forst- und Umweltwissenschaften, im Jahr 2000 an der UBC in Vancouver „nature conservation“. 2001 zog Deparnay-Grunenberg in die Nähe von Stuttgart, um am dortigen Haus des Waldes ihre Abschlussarbeit zu schreiben. Seit 2014 besitzt sie die deutsche Staatsbürgerschaft, zudem hat sie einen Schweizer und einen französischen Pass. Deparnay-Grunenberg ist verheiratet und hat drei Kinder.

## Politik
2008 arbeitete Deparnay-Grunenberg kurz als Kreisgeschäftsführerin bei den Grünen in Stuttgart und trat der Partei bei. Von 2009 bis 2019 war sie dann Stadträtin für die  Grünen im Stuttgarter Gemeinderat; 2014 wurde sie dort Fraktionsvorsitzende.
Bei der Parlamentswahl in Frankreich 2017 trat sie im 7. Wahlkreis der Franzosen im Ausland zur Wahl der französischen Nationalversammlung an, erhielt im ersten Wahlgang als Drittplatzierte knapp unter zehn Prozent der abgegebenen Stimmen und verpasste somit den Einzug in die Stichwahl.
Bei der Landtagswahl in Baden-Württemberg 2026 kandidiert sie im Landtagswahlkreis Breisgau.

### Europäisches Parlament
Im März 2018 kündigte sie ihre Kandidatur für die Europawahl 2019 an. Kurz vor dem Nominierungsparteitag im November des Jahres kündigte sie an, aus diesem Grund nicht mehr bei der parallel stattfindenden Kommunalwahlen in Baden-Württemberg 2019 zu kandidieren und sich auf den Europawahlkampf konzentrieren zu wollen. Bei der Europawahl 2019 wurde sie auf Listenplatz 15 in das Europäische Parlament gewählt.
Als Teil der Fraktion Die Grünen/EFA war sie Mitglied im Ausschuss für Verkehr und Tourismus, der Delegation zum Mercosur sowie stellvertretendes Mitglied im Ausschuss für Landwirtschaft und ländliche Entwicklung.
Des Weiteren war sie stellvertretende Vorsitzende der Delegation für die Zusammenarbeit im Norden und für die Beziehungen zur Schweiz und zu Norwegen, im Gemischten Parlamentarischen Ausschuss EU-Island und im Gemischten Parlamentarischen Ausschuss Europäischer Wirtschaftsraum (EWR) sowie stellvertretendes Mitglied in den Ausschüssen für Umweltfragen, öffentliche Gesundheit und Lebensmittelsicherheit (ENVI), Ausschuss für regionale Entwicklung (REGI), Delegation in der Parlamentarischen Versammlung Europa-Lateinamerika (DLAT).
Bei der Europawahl 2024 verpasste Deparnay-Grunenberg den Wiedereinzug in das Europäische Parlament.